# Mellen
Mellen é uma cidade localizada no estado norte-americano de Wisconsin, no Condado de Ashland.

## Demografia
Segundo o censo norte-americano de 2000, a sua população era de 845 habitantes.
Em 2006, foi estimada uma população de 802, um decréscimo de 43 (-5.1%).

## Geografia
De acordo com o United States Census Bureau tem uma área de
4,8 km², dos quais 4,8 km² cobertos por terra e 0,0 km² cobertos por água. Mellen localiza-se a aproximadamente 380 m acima do nível do mar.

## Localidades na vizinhança
O diagrama seguinte representa as localidades num raio de 36 km ao redor de Mellen.